# Кінотеатр «Рекс»
Кінотеатр «Рекс» (нід. Cine Rex) — колишній кінотеатр в Антверпені, Бельгія, зруйнований внаслідок авіаудару під час Другої Світової війни.

## Відкриття кінотеатру
Кінотеатр відкрився в 1935 році, автором проекту був знаменитий бельгійський архітектор-модерніст Леон Стейнен (нід. Léon Stynen).

## Авіаудар
16 грудня 1944 року приміщення кінотеатру було знищене прямим попаданням німецької ракети Фау-2. Завдання нищівного удару по кінотеатру «Рекс» стало найбільшою смертоносною атакою V-2 за весь період воєнних дій.
Ракета, що влучила в будівлю кінотеатру «Рекс», була запущена з полігону в Геллендорні (Нідерланди) о 15:17 16 грудня 1944 року. Приблизно через п'ять хвилин вона впала на кінотеатр, у якому в цей час йшов фільм «Людина з рівнини». У цей момент в приміщенні перебувала приблизно тисяча осіб. В результаті вибуху загинуло 567 осіб, 296 з них — військовослужбовці, в основному британці. Серед жертв було 64 жінки і 74 дитини. Офіційна кількість поранених становила 291 осіб, проте багато легкопоранених взагалі не були зареєстровані.

## Наслідки
Розбір завалів і пошук тіл загиблих тривав тиждень. Після знищення кінотеатру в місті були закриті всі театри, кінотеатри й заборонені всі громадські заходи, в яких брало участь понад п'ятдесят осіб. Загиблі військові були поховані на кладовищі Схонселхоф.

## Післявоєнна діяльність кінотеатру
Кінотеатр «Рекс» був відновлений в 1947 році. У 1993 році він був закритий і в 1995 році знесений остаточно. Кінотеатр розташовувався на вулиці Де Кейсерлей (De Keyserlei).